# Битва при Эль-Джахре
Битва при Эль-Джахре — сражение, произошедшее между войсками кувейтского эмира Салема аль-Мубарака ас-Сабаха и силами ополчения ихванов, находящихся на службе правителя Неджда Абдула-Азиза ибн Сауда (будущего короля Саудовской Аравии), произошедшее 10 октября 1920 года около города Эль-Джахра к западу от Эль-Кувейта.

## Предыстория
Сражение при Эль-Джахре было одной из ключевых битв так называемой Пограничной войны — вооружённого конфликта между Недждом и Кувейтом, начавшегося, когда в сентябре 1919 года кувейтский эмир Салем ас-Сабах заявил о намерении построить торговой приморский город в районе Бальбуль на южных границах эмирата. Однако правитель Неджда Ибн Сауд выступил против этого, заявив, что территория, где планируется построить город, не принадлежит Кувейту; ас-Сабах, однако, настаивал, что территория Бальбуля относится к Кувейту в соответствии с англо-османской конвенцией 1913 года (после которого Кувейт окончательно стал британским протекторатом). Получив письмо от ас-Сабаха с намерением осуществить строительство, Ибн Сауд обратился к майору Джону Муру, британскому политическому агенту в Кувейте, сообщив ему о притязаниях кувейтского эмира и попросив разобраться в ситуации. Британский политический агент сообщил ас-Сабаху, что Бальбуль относится к области Эль-Катиф, которая входит в состав Неджда и не имеет к Кувейту никакого отношения. В связи с этим Салем ас-Сабах был вынужден отказаться от планов строительства в Бальбуле.
После урегулирования спора о строительстве города в Бальбуле ситуация несколько стабилизировалась, однако в мае 1920 года возник новый спор о границе между Недждом и Кувейтом, когда представители религиозного ополчения ихванов мигрировали на южные территории Кувейта и захотели построить крепость около деревни Джарат-Алия, в которой располагались крупные источники воды, формально относившейся к владениям Салема. Эти территории входили в состав Кувейта согласно Англо-Османской конвенции 1913 года и являлись местом жительства племени мутаиров. Когда ас-Сабах заявил, что запрещает ихванам строительство около деревни на территории Кувейта, их лидер Хаиф ибн Шакир заявил, что не прекратит строительство, если только не получит соответствующего приказа от Абдул-Азиза ибн Сауда. Поняв, что ихваны осуществляют свои действия по велению ибн Сауда, ас-Сабах обратился к британскому политическому агенту, рассказал ему о посягательствах ихванов на территорию Кувейта и просил оказать на них влияние, чтобы те прекратили строительство. Агент согласился и отправил телеграмму в Багдад, где после Первой мировой войны находился британский верховный комиссар по Ближнему Востоку. Всего в Багдад было отправлено три телеграммы, однако верховный комиссар в Ираке не дал ответа ни на одну из них, так посчитал это дело не стоящими внимания разборками между соседними кланами бедуинов. В итоге Салем ас-Сабах собрал вооружённый отряд из 300 всадников, чтобы запугать и изгнать с территории страны ведущих строительство ихванов. Им удалось разбить силы ибн Шакира 9 мая, однако выжившие сообщили об этом видному ихванскому полководцу Фейсалу аль-Дувейху, который начал наступление на юг Кувейта с армией в 2000 человек. Эти войска встретились с кувейтскими всадниками, победившими до этого ибн Шакира, и 18 мая нанесли им сокрушительное поражение в битве при Хамде, открывавшее ихванам путь на юг Кувейта, который вскоре оказался ими оккупирован.
После поражения Салем ас-Сабах, с одной стороны, 29 мая 1920 года направил письмо ибн Сауду, в котором просил того отдать приказ аль-Дувейху отступить и сообщал о готовности начать переговоры, с другой — уже 22 мая приказал начать новые строить укрепления вокруг столицы Эль-Кувейта (ставшие известными затем под названием Третьих стен) и тайно отправил послов в эмират Джебель-Шаммар к врагам ибн Сауда, рашидитам, и на помощь ему оттуда был послан полководец Тувала ибн Рашид; ас-Сабах также приказал своему полководцу Дуайджу ас-Сабаху выступить к Красному форту у селения Эль-Джахра, чтобы расположиться там лагерем. Когда ибн Сауд узнал об этом перемещении кувейтских войск под командованием Тувалы и Дуайджа, он через британского посредника заявил, что готов к переговорам и не претендует на те территории, которые никогда ранее не принадлежали дому Саудов, но потребовал, чтобы кувейтские войска вывели свой гарнизон из Джахры. Ас-Сабах отказался и, в свою очередь, потребовал от ибн Сауда приказать ихванам отступить к югу. Когда переговоры зашли в тупик, ибн Сауд приказал людям Фейсала аль-Дувейха выдвинуться из Джарат-Алии и начать наступление на юг Кувейта. Кувейтцы под командованием Тувалы и Дуайджа выдвинулись им навстречу, однако ихваны были хорошо готовы к бою, поэтому, чтобы не рисковать, кувейтские командиры приняли решения отступить и вернулись с войсками в Джахру. Ихваны продолжили наступление на юг Кувейта по направлению к Джахре, и к моменту прибытия на юг Кувейта лично Салема ас-Сабаха оказались уже под стенами этого города. Сражение за город началось ранним утром 10 октября.

## Сражение
Силы ихванов насчитывали от трёх до четырёх тысяч человек, защищавших Красный форт и Эль-Джахру (включая солдат эмирата Джебель-Шаммар — именно кувейтцев было около 500 человек) было не более полутора тысяч. Ихваны наступали двумя флангами и сумели нанести кувейтцам значительные потери, взяв под контроль всё поселение Эль-Джахра, за исключением форта, в котором в осаде осталось около 600 человек под командованием лично ас-Сабаха. Несмотря на численное превосходство, при попытке штурма форта ихваны потерпели чувствительное поражение, которое вынудило Фейсала аль-Дувейха начать 14 октября переговоры; он, однако, требовал от защитников форта сдать его, угрожая очередным штурмом. Осознавая возможность подхода к ихванам подкреплений, ас-Сабах решил обратиться за помощью к британцам, протекторатом которых являлся Кувейт, и эта помощь была получена. 22 октября подошедшие силы под личным командованием британского верховного комиссара в Ираке Арнольда Улисона, в составе которых было также три военных корабля и несколько самолётов, вынудили ихванов отступить.

## Последствия
Несмотря на освобождение юга Кувейта от ихванов, Пограничная война на этом не закончилась: так, в декабре 1920 года ихваны под командованием всё того же Фейсала аль-Дувейха захватили поселение ибн-Маджида на севере Кувейта, разграбили его, а затем двинулись на город Эз-Зубайр, входивший в состав британской подмандатной территории Ирак, и даже достигли определённых успехов, но в итоге были разгромлены британцами.
2 декабря 1922 года между Кувейтом и Недждом при посредничестве британцев был подписан Укайрский договор, чётко демаркировавший границу между двумя государствами; согласно этому договору, была в том числе образована нейтральная зона между Кувейтом и Недждом (впоследствии Саудовской Аравией), просуществовавшая до 1970 года.
Битва при Эль-Джахре считается ключевым сражением Пограничной войны: в случае проигрыша кувейтских войск, как считают историки, эмират был бы включён в состав государства саудитов.
Битве при Эль-Джахре уделил в своём труде значительное внимание Абдул Азиз аль-Рашид (1887—1938), считающийся первым современным кувейтским историком; он лично участвовал в обороне Красного форта, а в 1926 году опубликовал фундаментальный труд «История Кувейта» (تاريخ الكويت،).